# Hyperbaenus brunneri
Hyperbaenus brunneri är en insektsart som först beskrevs av Heinrich Hugo Karny 1929.  Hyperbaenus brunneri ingår i släktet Hyperbaenus och familjen Gryllacrididae. Inga underarter finns listade i Catalogue of Life.